# Atletismo nos Jogos Pan-Americanos de 1987 - 3000 m feminino
A prova dos 3000 km feminino nos Jogos Pan-Americanos de 1987 foi realizada em 16 de agosto em Indianápolis, Estados Unidos.
3000 km é muita coisa galere.

## Medalhistas
| Ouro                            | Prata                      | Bronze                            |
| Mary Knisely USA Estados Unidos | Angela Chalmers CAN Canadá | Leslie Seymour USA Estados Unidos |

## Final
| Posição           | Nome               | Nacionalidade      | Tempo   | Notas |
| ----------------- | ------------------ | ------------------ | ------- | ----- |
| Medalha de ouro   | Mary Knisely       | USA Estados Unidos | 9:06.75 |       |
| Medalha de prata  | Angela Chalmers    | CAN Canadá         | 9:14.48 |       |
| Medalha de bronze | Leslie Seymour     | USA Estados Unidos | 9:19.26 |       |
| 4                 | Susan Lee          | CAN Canadá         | 9:21.91 |       |
| 5                 | Carmem de Oliveira | BRA Brasil         | 9:22.62 |       |
| 6                 | Michelle Bush      | CAY Ilhas Cayman   | 9:35.52 |       |
| 7                 | Mónica Regonesi    | CHI Chile          | 9:50.08 |       |
| 8                 | Isabel Juárez      | MEX México         | 9:55.58 |       |